# Kleine Isabellapolder
De Kleine Isabellapolder is een polder ten westen van Philippine in de Nederlandse provincie Zeeland. De polder behoort tot de Polders van Albert en Isabella.
Het poldertje was een onderdeel van de Clarapolder, dat in 1622 werd geïnundeerd en in 1794 weer werd herdijkt. Het meet 13 ha en is van de Grote Isabellapolder gescheiden door het Isabellakanaal.
In 1964 werd de zuidwestelijk gelegen dijk afgegraven, waarmee de polder één geheel is geworden met de Clarapolder.